# تپه کوره (۲)
تپه کوره (۲) مربوط به دوره نوسنگی - مس و سنگ است و در شهرستان دورود، بخش سیلاخور، دهستان چالانچولان، ۱ کیلومتری شمال شرق روستای قلعه بهاءالدین واقع شده و این اثر در تاریخ ۲۸ شهریور ۱۳۸۶ با شمارهٔ ثبت ۱۹۵۵۷ به‌عنوان یکی از آثار ملی ایران به ثبت رسیده است.